# Ламашту

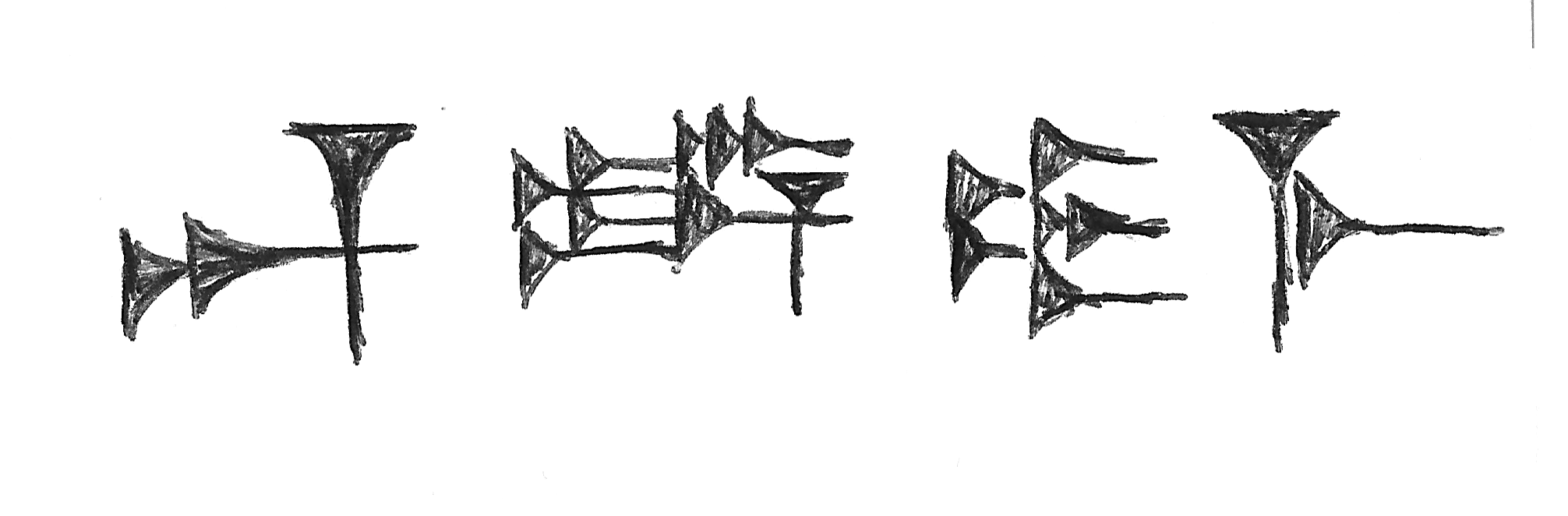
Имя Ламашту, написанное клинописью

Ламашту (аккад.), в аккадской мифологии (с кон. 2-го тыс. до н. э.) — львиноголовая женщина-демон, поднимающаяся из подземного мира, насылающая на людей болезни, похищающая детей; демон детских болезней. В шумерской мифологии ей приблизительно соответствовала Димме.

## Ритуал
Аккадское заклинание и ритуал против Ламашту описывается в Texte aus der Umwelt des Alten Testaments vol. 2 (1988) Ритуал трактуется исследователями как «заклинание, чтобы рассеять стойкую лихорадку и Ламашту». В предписанном ритуале используется фигурка Ламашту. Перед фигуркой нужно положить жертву из хлеба и полить её водой. Необходимо заставить черную собаку носить фигурку. Затем его кладут возле головы больного ребенка на три дня, а ему в рот кладут сердце поросенка. Заклинание необходимо произносить три раза в день, помимо дальнейших жертвоприношений. С наступлением сумерек на третий день фигурку выносят на улицу и закапывают у стены.
Ламашту часто изображали в виде мифологического гибрида с волосатым телом, головой львицы с ослиными зубами и ушами, длинными пальцами и ногтями и ногами птицы с острыми когтями. Её часто также изображают стоящей или стоящей на коленях на осле, кормящей свинью и собаку и держащей змей. Таким образом, она имеет некоторые функции и сходство с месопотамским демоном Лилит. Её атрибутами нередко являются гребень и веретено.

## Связь с другими демонами
Во многих шумерских и двуязычных шумеро-аккадских источниках Ламашту (наряду с такими демонами, как Галлу (gallû), Асакку, Алу (alû), Утукку и Намтару) упоминается среди так называемой «Семёрки злых демонов». Часто связывается с демонами Лабашу и Аххазу. Есть предположения, что оба этих демона связаны с Ламашту общей этимологией, так как их шумерские имена имеют очень похожее написание: lamaštu (DIM3.ME), labaşu (DIM3.ME.A), ahhazu (DIM3.ME.HAB).